# Julianna von Mengden
Julianna Augusta von Mengden znana również jako Julia (ru. Юлиана Магнусовна Менгден) (ur. 22 maja 1719, zm. 21 października 1787) – łotewska szlachcianka, dama dworu i najbliższa przyjaciółka regentki Anny Leopoldowny, matka chrzestna i opiekunka krótkotrwałego cara Iwana VI.

## Pochodzenie
Baron Magnus Gustaw von Mengden był trzykrotnie żonaty i miał siedem córek i trzech synów. Julia  był jego drugą córką z pierwszego małżeństwa. Odebrała bardzo przeciętne, wręcz ubogie wykształcenie w jednym z inflanckich zamków ojca. W 1736 został wezwana do Petersburga na rozkaz cesarzowej Anny Iwanowny, który chciała by na jej dworze znajdowały się córki inflanckich szlachciców, co miało zapewnić cesarstwu rosyjskiemu wierność tamtejszych ziem. Jeszcze za życia cesarzowej Julia zaprzyjaźniła się z jej siostrzenicą, wielką księżną Anną Leopoldowną Romanową i wkrótce uzyskała na nią tak przemożny wpływ, że ta nie kupiła sobie nawet sukni bez poradzenia się tej najwierniejszej i najmilszej nam Julianny.

## Pełnia władzy
Gdy 4 października 1740 zmarła Anna Iwanowna i wskutek jej testamentu władzę otrzymał dwumiesięczny Iwan Antonowicz, zwany od tej pory Iwanem VI, to właśnie Julianna wzięła czynny udział w obaleniu Ernesta Birona i przekazaniu regencji Annie Leopoldownie. Zarówno matka maleńkiego cesarza, jak i jego ojciec Antoni Ulryk, książę Brunszwiku-Bevern, byli zadowoleni z miejsca, jakie na dworze zajmowała Julianna, i szybko zaczęli jej powierzać kolejne sprawy państwowe – była już nie tylko matką chrzestną i opiekunką małego cara, ale wraz z młodym i ambitnym hrabią Linarem i admirałem Ostermanem przejęła ster władzy państwowej, zbliżając cesarstwo rosyjskie do Niemiec.
Jednym z widocznych świadectw potęgi łotewskiej szlachcianki w carskiej rodzinie i na dworze jest niewiadomego autorstwa portret jej i małego cesarza, znajdujący się obecnie w Galerii Trietiakowskiej. Jedną ze znanych Juliannie von Mengden spraw był romans Anny Leopoldowny z saskim hrabią Linarem – to właśnie ona w swoim położonym nad Newą pałacu udzielała gościny kochankom i stwarzała przykrywkę przed mężem Anny, Antonim Ulrykiem, że w tym wszystkim chodzi o spotkania towarzyskie dwóch przyjaciółek. Doszło do tego, że hrabia Linar poprosił swój rząd o stałą akredytację i (za zgodą Anny) zaręczył się z Julianną na początku lipca 1741.
Kilkunastomiesięczne rządy Iwana Antonowicza zakończyły się faktycznie 25 listopada 1741, gdy spiskowcy wykonujący rozkazy księżnej Elżbiety Piotrowny zdobyli Pałac Zimowy i aresztowali rodzinę cesarską. Ze znanych nam zapisków historyków wynika, że na kilka tygodni przed planowanym spiskiem Julianna ostrzegła Annę Leopoldownę przed Elżbietą Piotrowną i możliwością wszczęcia przez niezwykle popularną córkę Piotra I buntu i obalenia małoletniego cesarza. Zakochana w hrabim Linarze, regentka wezwała do siebie Elżbietę, która – usłyszawszy oskarżenia – wyparła się planów przejęcia władzy i przeprosiła jaśnie panią kuzynkę, jeśli w czymkolwiek jej uchybiła. Anna Leopoldowna uściskała krewną i nie chciała już słuchać ostrzeżeń. Po wyjściu z pałacu Elżbieta udała się prosto do pułku preobrażeńskiego, którego żołnierze okrzyknęli ją matuszką carycą, córką ich ukochanego cara Piotra I i imperatorową Wszechrusi.

## Wygnanie i śmierć
Po przewrocie pałacowym i dojściu do władzy cesarzowa Elżbieta wygnała Annę Leopoldownę, Antoniego Ulryka, ich syna i wierną im do końca Juliannę do Rygi, a później do Chołmogorów. Po dowiezieniu wygnańców na miejsce zsyłki, w lipcu 1744, Juliannę przeniesiono do Ranenburga i strzeżono, jako najgroźniejszego wroga nowej carycy, przez dzień i noc. Dopiero pod koniec 1762 Katarzyna II odesłała ją do rodzinnych Inflant.
Przez ostatnie dwadzieścia pięć lat swojego życia Julianna prowadziła pobożne i pracowite życie – wstawała o czwartej rana, często pracowała na drutach i przędła, słuchając głośnego czytania jej siostrzenicy i dziedziczki, baronowej Julianny Augusty von Mengden. Podobno chętnie rozmawiała o przeszłości, swoim aresztowaniu i wygnaniu, z szacunkiem jednak i ostrożnością wspominała Annę Leopoldownę. W ostatnich latach życia ciężko chorowała i miewała ataki gorączki. 
Została pochowana w rodzinnym grobowcu we wsi Carnikava.